# Bohdan Likszo
Bohdan Stanisław Likszo (1 de enero de 1940 en Vilna, Lituania - 11 de diciembre de 1993 en Cracovia, Polonia) fue un jugador polaco de baloncesto. Consiguió tres medallas en competiciones internacionales con Polonia.